# 熊本県道299号草千里浜栃木線
熊本県道299号草千里浜栃木線（くまもとけんどう299ごう くさせんりがはまとちのきせん）は、熊本県阿蘇郡南阿蘇村から阿蘇市を経由して、再び阿蘇郡南阿蘇村に至る一般県道である。

## 概要
阿蘇郡南阿蘇村大字中松から草千里ヶ浜付近で阿蘇市を通過して、阿蘇郡南阿蘇村大字河陽に至る。全線を通して狭隘区間がなく、比較的走りやすい。

### 路線データ
- 起点：熊本県阿蘇郡南阿蘇村大字中松（阿蘇山頂広場、熊本県道298号阿蘇公園下野線起点）
- 終点：熊本県阿蘇郡南阿蘇村大字河陽（栃の木交差点、国道325号交点）

## 路線状況

### 重複区間
- 熊本県道298号阿蘇公園下野線（阿蘇郡南阿蘇村大字中松（起点） - 阿蘇郡南阿蘇村大字河陽）
- 熊本県道111号阿蘇吉田線（阿蘇郡南阿蘇村大字中松 - 阿蘇市永草）

## 地理

### 通過する自治体
- 阿蘇郡南阿蘇村
- 阿蘇市
- 阿蘇郡南阿蘇村

### 交差する道路
| 交差する道路                                            | 市町村名 | 市町村名 | 交差する場所 | 交差する場所        |
| ------------------------------------------------------- | -------- | -------- | ------------ | ------------------- |
| 熊本県道298号阿蘇公園下野線 重複区間起点 阿蘇山公園道路 | 阿蘇郡   | 南阿蘇村 | 大字中松     | 起点                |
| 熊本県道111号阿蘇吉田線 重複区間起点                    | 阿蘇郡   | 南阿蘇村 | 大字中松     |                     |
| 熊本県道111号阿蘇吉田線 重複区間終点                    | 阿蘇市   | 阿蘇市   | 永草         |                     |
| 熊本県道298号阿蘇公園下野線 重複区間終点                | 阿蘇郡   | 南阿蘇村 | 大字河陽     |                     |
| 国道325号 熊本県道149号河陰阿蘇線 重複                  | 阿蘇郡   | 南阿蘇村 | 大字河陽     | 栃の木交差点 / 終点 |

### 沿線
- 阿蘇山
- 草千里ヶ浜
- 阿蘇火山博物館
- 米塚
- 栃木温泉（阿蘇温泉郷）
- 阿蘇東急ゴルフクラブ